# Sîdorova Iaruha, Velîka Pîsarivka
Sîdorova Iaruha (în ucraineană Сидорова Яруга) este un sat în comuna Dobreanske din raionul Velîka Pîsarivka, regiunea Sumî, Ucraina.

## Demografie
Componența lingvistică a localității Sîdorova Iaruha
     Rusă (92,72%)
     Ucraineană (7,28%)
Conform recensământului din 2001, majoritatea populației localității Sîdorova Iaruha era vorbitoare de rusă (92,72%), existând în minoritate și vorbitori de ucraineană (7,28%).